# Milan Jovanović (1983)
Milan Jovanović (in serbo Милан Јовановић?; Čačak, 21 luglio 1983) è un ex calciatore montenegrino e precedentemente jugoslavo, fino alla definitiva conclusione dell'esperienza federativa della Jugoslavia avvenuta nel 2003, nonché serbo-montenegrino, fino alla scissione della Serbia e Montenegro in due stati indipendenti occorsa nel 2006.